# Szczyt 6624
Szczyt 6624 – szczyt w paśmie Pamiru. Leży w południowym Kirgistanie, blisko granicy z Tadżykistanem. Nazwa szczytu pochodzi od jego wysokości w metrach.